# Salmo 120
Il salmo 120 (119 secondo la numerazione greca) costituisce il centoventesimo capitolo del Libro dei salmi.
È utilizzato dalla Chiesa cattolica nella liturgia delle ore.